# Kék dánió
A kék dánió (Danio kerri, régebben Brachydanio kerri) a pontyfélék rendjébe és a Cyprinidae családba tartozik.

## Előfordulása
Délkelet-Ázsiában a Maláj-félszigeten, a Langkawi és thaiföldi Ko Yao Yai szigetek trópusi vizeiben őshonos.

## Megjelenése
Testhossza 4–5 cm. Tengerkék testét két vékony, aranysárga, néha rózsaszínes sáv díszíti, hasa világoskék. Úszói áttetszőn zöldes árnyalatúak, esetenként halványsárgák. A kifejlett egyedeknél a hímet élénkebb színe és karcsúbb teste, míg a nőstényt ikrával telt alakja különbözteti meg a másik nemtől.

## Életmódja
Falánk, mindenevő, békés rajhal.

## Szaporodása
Szabadon ikrázó faj. Akváriumi körülmények között is jól szaporodik. Az ivadékok az ikrázást követő 36 óra elteltével már elúsznak, de csak szikzacskójuk felszívódása után kezdenek neki az önálló táplálkozásnak. A populáció duplázásához szükséges idő kevesebb, mint 15 hónap.

## Akváriumi tartása
Akváriumi tartása könnyű, szereti a langyos vizet (23–25 °C), a vízkeménységre (4–12 nk°) és a víz kémhatására (pH 6,5-7,0) nem érzékeny. A többi, hasonló méretű dániófajhoz hasonlóan kedveli a dúsan beültetett akváriumot, melyben azért biztosított számára a tágas úszótér is. Szaporítása megegyezik a zebradánióéval. Sajnos hazánkban kevésbé elterjedt dániófaj, pedig tartása kezdőknek is könnyű szívvel ajánlható.

### Képek
- Képek az interneten a fajról

## Fordítás
- Ez a szócikk részben vagy egészben  a   Blue danio című angol Wikipédia-szócikk fordításán alapul.  Az eredeti cikk szerkesztőit annak laptörténete sorolja fel. Ez a jelzés csupán a megfogalmazás eredetét és a szerzői jogokat jelzi, nem szolgál a cikkben szereplő információk forrásmegjelöléseként.